# Giorgio Gaber e Enzo Jannacci
Enzo Jannacci e Giorgio Gaber è una antologia di brani che Giorgio Gaber e Enzo Jannacci avevano precedentemente registrato assieme a nome I Due Corsari (anche qui se tale sigla non viene più utilizzata), pubblicata nel 1972 dalla collana Family Records.

## Il disco
Il long playing raccoglie di fatto tutti i 45 giri pubblicati in coppia dai due cantautori milanesi tra il 1959 e il 1960 per la Ricordi. Uscito con l'etichetta sussidiaria Family, passò quasi inosservato ed è ora considerato una rarità discografica. Infatti, passarono molti anni prima che alcuni di questi brani, come Una fetta di limone (pure ripresa dal solo Gaber nel suo primo album) e Birra, acquistassero notorietà; già note erano invece la cover di Tintarella di luna, portata al successo da Mina, e le canzoni Ehi! Stella e Teddy girl, due successi di Adriano Celentano.
Alle incisioni dell'epoca avevano collaborato alternativamente i complessi "di scuderia" presso la Ricordi, Rolling Crew, e I Cavalieri.
L'album è stato successivamente ristampato dalla Dischi Ricordi nella linea economica Orizzonte (catalogo ORL 8109).

## Tracce
L'anno indicato è quello di pubblicazione del singolo.
Lato A
1. Una fetta di limone (testo: Umberto Simonetta – musica: Giorgio Gaber, Renato Angiolini) – 1960
2. Corsari scozzesi (testo: Franco Franchi – musica: Gian Franco Reverberi) – 1959
3. Dormi piccino (testo: Umberto Simonetta – musica: Mario Bertolazzi) – 1960
4. Ehi! Stella (testo: Giorgio Calabrese – musica: Gian Franco Reverberi) – 1959
5. Una fiaba (testo: Davide Pennati – musica: Giorgio Gaber) – 1959
6. 24 ore (testo: Giorgio Calabrese – musica: Gian Franco Reverberi) – 1959

Lato B
1. Zitto prego (Giorgio Gaber, Enzo Jannacci) – 1959
2. Birra (testo: Franco Franchi – musica: Gian Franco Reverberi) – 1959
3. Il cane e la stella (testo: Scardina – musica: Enzo Jannacci) – 1960
4. Teddy girl (testo: Luciano Beretta – musica: Ezio Leoni) – 1960
5. Perché non con me (testo: Franco Franchi, Gino Paoli – musica: Gian Franco Reverberi) – 1959
6. Tintarella di luna (testo: Franco Migliacci – musica: Bruno De Filippi) – 1959

## Formazione

### Gruppo
- Enzo Jannacci - voce
- Giorgio Gaber - voce

### Altri musicisti
- Rolling Crew - tutti gli strumenti in A1,A3,B1,B3,B4,B6
- I Cavalieri - tutti gli strumenti in A2,A4,A5,A6,B2,B5